# Xanthodelphax flaveola
Xanthodelphax flaveola är en insektsart som först beskrevs av Flor 1861.  Xanthodelphax flaveola ingår i släktet Xanthodelphax och familjen sporrstritar. Inga underarter finns listade i Catalogue of Life.